# Miroslav Havrda
Miroslav Havrda (* 23. října 1963 Hradec Králové) je český neurolog, podiatr a politik, od února 2021 místopředseda Svobodných a od září 2024 zastupitel Královéhradeckého kraje.

## Život
Narodil se v roce 1963 v Hradci Králové, kde žije celý život. Po maturitní zkoušce vystudoval neurologii na Lékařské fakultě Univerzity Karlovy v Hradci Králové. V 90. letech se podílel na založení oboru podiatrie v České republice, když se o vědě dozvěděl při stáži na Novém Zélandu. K roku 2015 byl viceprezidentem České podiatrické společnosti, kterou v roce 2001 spoluzakládal. Je rovněž zakladatelem Svazu soukromých lékařů a podnikatelů ve zdravotnictví, který založil v roce 1994. Zároveň působil jako prezident tohoto svazu. Řadu let pečoval o tělesně postižené sportovce. Dva roky pracoval jako lékař hradeckých fotbalistů a rok jako lékař volejbalového klubu Slavia.
Vlastní a řídí společnost MEDsport, která poskytuje medicínsko-sportovní služby. Mezi jeho koníčky patří stolní tenis, fotbal a cestování. Má tři syny, Tomáše, Martina a Filipa.

## Politické působení
Během sametové revoluce se angažoval v Občanském fóru. Poté spoluzakládal Občanskou demokratickou alianci, jíž byl členem do roku 1994.
Od roku 2017 je členem Svobodných. Dva roky působil jako člen sociálně-zdravotní a deset let jako člen (čtyři roky zároveň jako místopředseda) sportovní komise Hradce Králové. K roku 2018 byl předseda krajské organizace Svobodných v Královéhradeckém kraji. V komunálních volbách v roce 2018 kandidoval do zastupitelstva Hradce Králové ze druhého místa kandidátní listiny koalice STAN a Svobodných s podporou Východočechů. Koalice však získala pouze 3,44% hlasů a v zastupitelstvu nezískala žádný mandát. Během pandemie covidu-19 vystupoval proti přijatým opatřením a opatření nazýval „covidovou diktaturou“.
V únoru 2021 byl zvolen místopředsedou Svobodných. V parlamentních volbách v roce 2021 kandidoval jako lídr kandidátní listiny Trikolora Svobodní Soukromníci v Královéhradeckém kraji. Uskupení však získalo pouze 2,76 % hlasů a v Poslanecké sněmovně nezískalo žádný mandát. K roku 2024 působil jako expert Svobodných v oblasti zdravotnictví. Ve volbách do Evropského parlamentu v roce 2024 kandidoval ze sedmnáctého místa kandidátní listiny Svobodných. Získal 301 přednostních hlasů, strana však žádný mandát nezískala, když ve volbách získala pouhých 1,76 % hlasů.
V krajských volbách v roce 2024 kandidoval do Zastupitelstva Královéhradeckého kraje z 11. místa kandidátky koalice „SPD, Trikolora, PRO a Svobodní“. Vlivem preferenčních hlasů však skončil první, a získal tak mandát zastupitele.
Ve sněmovních volbách v roce 2025 figuruje na kandidátní listině hnutí SPD (listina sdružuje kandidáty SPD, Trikolory, Svobodných a PRO) v Královéhradeckém kraji.